# Magkaribal
Magkaribal (em português:  Rivais, em inglês Rivals) é uma telenovela filipina exibida pela ABS-CBN em 2010.

## Elenco

### Elenco principal
- Gretchen Barretto como Victoria Valera/Anna Abella
- Bea Alonzo como Gelai Agustin/Angela Abella
- Derek Ramsay como Louie Villamor/Dos †
- Erich Gonzales como Chloe Abella
- Enchong Dee como Caloy Javier
- Angel Aquino as Vera Cruz Abella

### Personagens secundários
- Robert Arevalo como Ronaldo Valera
- Mark Gil como Manuel Abella †
- John Arcilla como Hermes Agustin
- Arlene Mulach como Sonia Agustin
- Lyka Ugarte como Betsy
- Bianca Manalo como Gigi Fernando
- Nina Ricci Alagao Donna
- Beatriz Saw como Kate
- Toffee Calma como Jean Paul
- R.S. Francisco como Gian Franco
- Artemio Abad como Johnny
- Rodjun Cruz como Calvin
- Marc Abaya como Neil Olaguer
- Lorenzo Mara como Salvador
- R.J. Ledesma como Christian Ocampo
- Edward Mendez como Marc Laurel
- Christian Vasquez como Paul

### Participação especial
- Kathryn Bernardo como Young Anna Abella/Victoria Valera
- Barbie Sabino como Young Angela Abella/Gelai Agustin
- Nash Aguas como Young Louie/Doz
- Dimples Romana como Stella Abella †
- James Blanco como Young Manuel Abella
- Alessandra de Rossi como Young Vera Cruz

## Prêmios e Reconhecimentos

### 2011 New York Festivals TV & Film Awards[1]
- Magkaribal (Melhor telenovela, nomenado)

### 9th Gawad Tanglaw Awards[2]
- Magkaribal (Melhor Série de Drama, vencedor)

### 2011 Golden Screen TV Awards[3]
- Derek Ramsay (Performance de um Ator em Série de Drama, nomenado)
- Gretchen Barretto (Performance de uma Atriz em Série de Drama, nomenado)
- Magkaribal (Melhor Série Dramática Original, nomenado)

### 25th Star Awards for TV[4]
- Derek Ramsay (Melhor ator dramática, nomenado)
- Gretchen Barretto (Melhor atriz dramática, vencedor)
- Angel Aquino (Melhor atriz dramática, nomenado)
- Bea Alonzo (Melhor atriz dramática, nomenado)
- Magkaribal (Melhor série de TV no horário nobre, nomenado)

## Exibição
- Filipinas: ABS-CBN (emissora original)
- Malásia: Astro Bella
- França: Antenne Réunion